# Aleksander Lutze-Birk

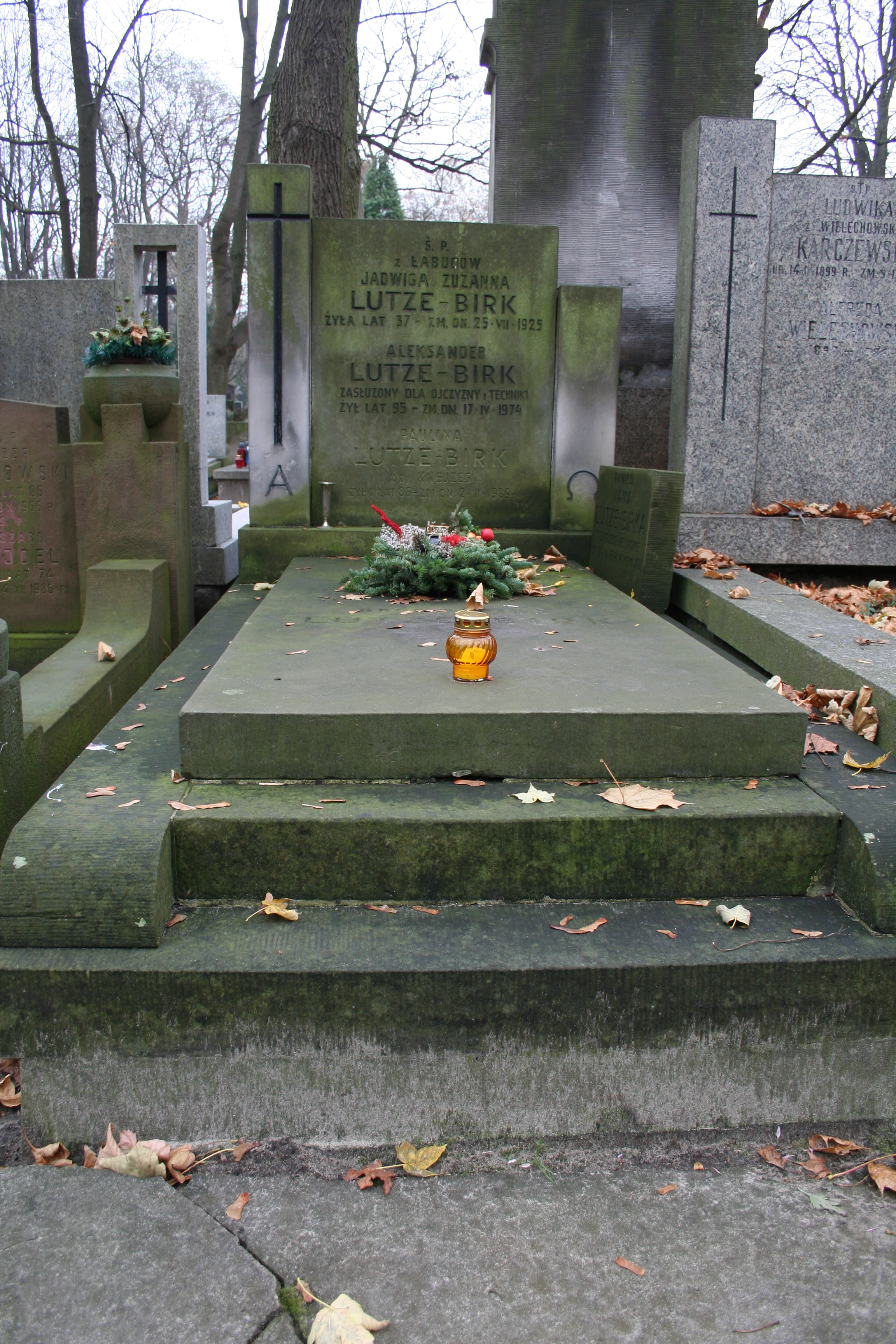
Grób Aleksandra Lutze-Birka na warszawskim cmentarzu Stare Powązki (zbliżenie)

Aleksander Wilhelm Lutze-Birk ps. Stefan, Dynamit Piroksilinowicz (ur. 13 grudnia 1878 w Rydze, zm. 17 kwietnia 1974 w Warszawie) – polski inżynier, działacz niepodległościowy, członek Organizacji Bojowej PPS.

## Życiorys
Syn Jana i Eufrozyny z Kozłowskich. Był uczniem gimnazjum w Rydze, a następnie studentem Wydziału Mechanicznego Politechniki Ryskiej. Od 1900 do 1905 studiował na Politechnice w Zurychu, gdzie był współpracownikiem Ignacego Mościckiego. Od 1905 działał w Organizacji Bojowej PPS, był m.in. od września 1905 kierownikiem tajnego laboratorium wyrobu bomb i granatów w Warszawie. Był twórcą nowego rodzaju bomb służących do zamachów na carskich urzędników. Wraz z Józefem Montwiłł-Mireckim jeździł do Łodzi ucząc bojowców składania i rozbrajania granatów ręcznych. Przez Leona Wasilewskiego nazywany był żartobliwie „Dynamitem Proksilinowiczem”. Na początku 1907 zlikwidowano laboratorium, zaś Lutze-Birk został skierowany do Zakopanego na kurację zdrowotną.
We wrześniu 1908 był uczestnikiem „akcji pod Bezdanami” pod dowództwem Józefa Piłsudskiego.
W 1908 wycofał się z działalności politycznej i rozpoczął pracę na Politechnice Lwowskiej. Od 1914 do 1916 jako obywatel rosyjski był internowany w Brnie. W 1916 został docentem Politechniki Lwowskiej, a w latach 1916–1939 był jej wykładowcą. W listopadzie 1918 był uczestnikiem obrony Lwowa. Wraz z innymi inżynierami politechniki zorganizował m.in. warsztaty techniczne naprawiające uzbrojenie.
Od 1919 do 1923 pracował w służbie dyplomatycznej, m.in. od 1920 do 1923 był konsulem w Rydze. Od 1924 był dyrektorem technicznym fabryki konserw „Produkt” w Warszawie, od 1925 do 1933 urzędnikiem Ministerstwa Pracy i Opieki Społecznej.
Od 1927 do 1939 był jednocześnie wykładowcą Szkoły Głównej Gospodarstwa Wiejskiego. Od 1934 był wolnomularzem Wielkiej Loży Narodowej Polski.
Od 1933 do 1935 był naczelnikiem Biura technicznego Państwowego Monopolu Spirytusowego, zaś od 1935 do 1941 kierownikiem Centralnych Warsztatów Samochodowych, zaś od 1941 do 1944 pracownikiem wydziału Technicznego Zarządu Miejskiego w Warszawie. W okresie okupacji niemieckiej przejściowo więziony przez Niemców. W jego mieszaniu przy ul. Pilickiej 36 przechowywany był sprzęt łączności do obsługi Komendy Głównej AK w trakcie powstania warszawskiego.
Od 1945 do 1954 był pracownikiem Zjednoczenia Przemysłu Spirytusowego. Był uczestnikiem Klubu Krzywego Koła, zaś w lutym 1961 jednym z założycieli tajnej loży wolnomularskiej „Kopernik”.
Aleksander Lutze-Birk spoczywa na cmentarzu Stare Powązki w Warszawie (kwatera 224-2-3).

## Ordery i odznaczenia
- Krzyż Komandorski Orderu Odrodzenia Polski (8 listopada 1930)[3]
- Krzyż Niepodległości z Mieczami (13 kwietnia 1931)[4]